# Barleria bispinosa
Barleria bispinosa är en akantusväxtart som först beskrevs av Peter Forsskål, och fick sitt nu gällande namn av Vahl. Barleria bispinosa ingår i släktet Barleria och familjen akantusväxter. Inga underarter finns listade i Catalogue of Life.